# Chiesa di Santa Maria di Jaddico
La chiesa di Santa Maria di Jaddico è una chiesa di Brindisi, collocata sulla SS 379 a nord della città. L'attuale edificio è stato costruito tra il 1963 e il 1965 e ingloba al suo interno un muro di una chiesa più antica, attribuita ai Canonici del Santo Sepolcro. Su questo muro è ritratta una Madonna che avvolge teneramente il Bambino tra le braccia, mentre con la mano sinistra tiene saldamente un gallo. Nel 1962 e nel 1963 sul muro sono state riferite apparizioni mariane che hanno portato poi alla costruzione della stessa chiesa.

## Storia
La notte dell'11 agosto 1962, Teodoro D’Amici, un vigile urbano di 50 anni, coniugato e padre di tre figli, noto per il suo carattere burbero e poco socievole, avrebbe avuto delle visioni. In queste, avrebbe udito una voce femminile che identificò come quella della Vergine Maria. Ella lo invitava a recarsi in un luogo fuori dalla città, precisamente in contrada Jaddico. In tale luogo, è ancora visibile un affresco sbiadito raffigurante la Madonna, che tiene al seno il bambino Gesù e regge con l'altra mano un gallo.
Quest'area era scarsamente frequentata a causa della presenza diffusa di selve e dell'impaludamento nella fascia litoranea tra Brindisi e Monopoli. Nonostante ciò, fu creato un sentiero lungo l'attuale statale Adriatica, che collegava i due centri attraverso la consolare Barbarica.
Questo intervento portò alla riconsiderazione di una chiesa ormai ridotta in rovina. Grazie alle visioni riportate da D’Amici, si intraprese la ricostruzione nel 1965, con la posa della prima pietra. La cerimonia di benedizione del santuario fu presieduta da Armando Franco. Il 27 maggio 1970, fu scoperta una statua marmorea dell'Immacolata, proveniente dalla bottega Puliti di Pietra Santa, arricchendo così il santuario con l'aggiunta di un campanile. L'attuale chiesa è stata edificata tra il 1963 e il 1965, integrando al suo interno un muro proveniente dall'antica chiesa.

## Struttura della chiesa

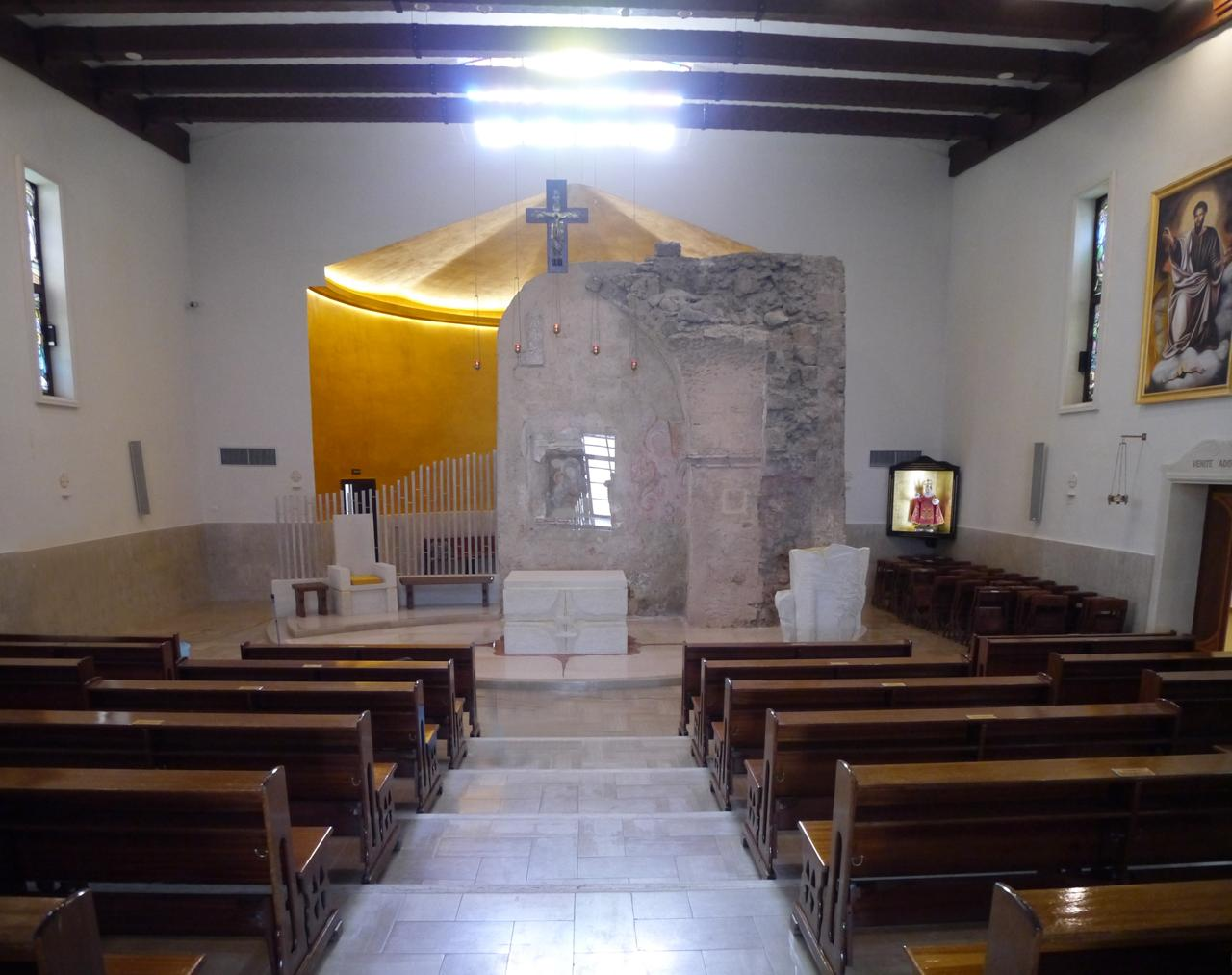
Dettaglio interno della Chiesa di Santa Maria di Jaddico

Sul fronte della chiesa sono erette sei colonne, sormontate da distintivi ornamenti, una copertura a spioventi sovrasta questi, al cui centro vi è una statua di marmo di moderate dimensioni.
Al di sopra della copertura principale si erge un ulteriore tetto a spioventi di dimensioni ridotte e caratterizzato da una forma distintiva rispetto al primo. Questo tetto, sollevato rispetto al primo, è ornato da una vetrata centrale.
In cima a tutto ciò, si eleva un piccolo rialzo, quasi a formare una mini torre, culminante con la presenza di una croce.
All'interno, vi è una sola stanza con una navata centrale, terminante con un altare con un muro ormai ricco di vegetazione con alle spalle ornato con un affresco rappresentante la vergine con Gesù in braccio.
Alle spalle dell'altare principale, dominante con il suo affresco, si apre un'altra parte della stanza, dove si dispiegano tre affreschi su un muro raffigurano la Vergine Maria con il Bambino Gesù tra le braccia, testimoniando la profonda spiritualità e devozione che permea questo luogo.